# Cesare Valinasso
Cesare Valinasso (ur. 27 listopada 1909 w Turynie; zm. 4 kwietnia 1990 w Turynie) – włoski piłkarz, grający na pozycji bramkarza.

## Kariera piłkarska
W 1928 rozpoczął karierę piłkarską w drużynie Reggina. Potem występował w klubach A.C. Novellara i Biellese. W latach 1933–1936 bronił barw Juventusu, z którym dwukrotnie zdobył mistrzostwo Włoch. Następnie do 1942 roku grał w klubach Roma, Venezia, Santhià i ponownie Biellese.

## Sukcesy i odznaczenia

### Sukcesy klubowe
Juventus
- mistrz Włoch (2x): 1933/34, 1934/35